# Phaonia atrocitrea
Phaonia atrocitrea este o specie de muște din genul Phaonia, familia Muscidae, descrisă de Malloch în anul 1923. Conform Catalogue of Life specia Phaonia atrocitrea nu are subspecii cunoscute.